# Сашин, Владимир Александрович
Владимир Александрович Сашин (настоящая фамилия Фёдоров; 1856—1918) — русский актёр, фотограф, подвижник кинематографа.

## Биография
Родился в 1856 году. Окончил Московское училище живописи, ваяния и зодчества.
С конца 1880-х годов играл в провинциальных театрах (Нижний Новгород, Казань и другие), выступая в комическом амплуа. Затем приобрёл известность и с 1890 года выступал в Москве в Театре Е. Н. Горевой (1890—1891), Театре Ф. А. Корша (1891—1904), Малом театре (1904—1918). Специально для Сашина Р. 3. Чинаров писал одноактные пьесы-шутки, пользовавшиеся успехом у московской публики.
Затем Владимир Сашин увлёкся фотографией и после первых показов кино в России, в 1896 году, он приобрёл у конкурентов Люмьера — французских оптиков Клемана и Жильмера — киноаппарат «Витаграф», который быстро освоил. Первоначально он организовывал «сеансы движущихся фигур» в Театре Корша, где работал. Осуществил первые российские съёмки, делая короткометражные фильмы, которые с августа 1896 года стали демонстрироваться зрителям после спектаклей театра (свидетельства об этом сохранились в московских газетах того времени):

«Сашин, талантливый актёр, оказался не менее талантливым фотографом, показывающим движущуюся фотографию. Это наш московский „Люмьер“. Г. Сашин намерен снимать различные сценки на улице, при разъездах у театров, репетиции, заседания, лекции и т. д.».

В московских «Театральных известиях» от 30 августа (11 сентября) 1896 года опубликована эпиграмма на Сашина-Фёдорова, который показывал в театре по окончании спектаклей картины синематографа:
Я изумлён, я ошарашен…

Какой нежданный инцидент!..

Кто б думать мог, что комик Сашин

Люмьеру будет конкурент!..

Ах, комик Сашин (вот манера)

Поддел голубчика Люмьера

И, сумму крупную собрав,

Купил он «Синематограф»!..

Поступок сделал он отличный

И очень даже деловой:

Соединил талант комичный

Он с фотографией живой…
Постепенно он начал снимать хроникальные и игровые сюжеты. В 1903 году Сашин покинул Театр Корша и подрабатывал изготовлением фотографий на фарфоре и эмали. Работал актёром и в 1907—1908 годах держал фарсовую труппу в «Немецком клубе». В 1910 году вернулся к кинематографу, организовав кинофирму «Русь», но закрыл её из-за нерентабельности. В 1913 году в ней снял фильм «На чужой каравай рта не разевай» (утрачен), в котором сыграл одну из ролей.
Всеми забытый пионер русского кинематографа умер 12 августа 1918 года.